# アンドリー・ビレツキー
アンドリー・イェヴヘノヴィチ・ビレツキー（ウクライナ語: Андрій Євгенович Білецький、Andriy Yevhenovych Biletsky、1979年8月5日 - ）は、ウクライナの白人国家主義者・極右政治家のネオナチであり、ナショナル・コー党首。ウクライナ陸軍第3独立強襲旅団司令官。テロによる殺人未遂の罪で収監されていたが、ペトロ・ポロシェンコ大統領に勲章を授与され国会議員となった。アゾフ大隊の最初の司令官であり、社会民族会議の共同設立者だった。2014年から2019年まで、ビレツキーは人民戦線党の支援のもとキーウ選出のウクライナ議会議員だった。2018年、ナショナル・コーは国家主義的なヘイトグループであるとアメリカ合衆国国務省によって認定された。
「白き酋長（Білий вождь: ビリー・ヴォズド）」の二つ名で知られる。

## 政治的主張
英ガーディアン紙はビレツキーを「少数派に対するヘイトクライムに関与した、ウクライナの公然たる人種差別的愛国者グループの長」であるネオナチと描写している。
また、英国放送協会はビレツキーが「国際シオニスト投機的資本」の根絶をスローガンとしており、国家主義システムを構築することによって、白色人種を保護することを主張していると指摘している。
一方で、本人は自身が反ユダヤ主義者でも人種差別主義者でもないことを強調している。ウクライナ人ジャーナリストDmitry Gordon氏が主宰したインタビューの中で、彼はイスラエルと日本をウクライナの将来の発展のためのロールモデルとして見ていると述べている。
2007年、ビレツキーは自著にて、ウクライナの民族浄化を行うことを主張し、「この重要な世紀における私たちの国の歴史的使命は、セム族主導の非人道性（недолюдства：劣等人種の意とも取れる）に対する最後の十字軍で世界中の白人国家を率いて導くことです」と述べた。その後ペトロ・ポロシェンコ大統領は、テロによる殺人未遂の罪で収監されていたビレツキーに勲章を授与、ビレツキーは国会議員となった。

## 2022年ロシアのウクライナ侵攻
公式にはアゾフ大隊の司令官を辞しているものの、ビレツキーはTwitter上(@AndrijBilec)でアゾフ大隊を「我々」と呼称しており、一方のアゾフ大隊側(@Polk_Azov)もTwitterでビレツキーが「カディロフ、私の首が欲しいなら取りに来い」と述べるインタビュー動画を掲載するなど、密接な関係性を維持していることが伺われる。
その後、マリウポリの戦いでロシア軍の捕虜となったアゾフ連隊メンバーを中心に2022年11月1日に結成された第3独立強襲旅団の旅団長となっている。
2025年3月、第3独立強襲旅団を元に設立された第3軍団の司令官に就任した。

## 日本との関係
ウクライナを代表する格闘家、アレクセイ・オレイニクとともに、ジェナディ・ミンカ氏が主宰するクラブ「クラン・ミナモト」にて柔術を取り入れた総合格闘技を学んだとされる。
また、インタビューにおいて彼の考えるナショナリズムについて以下のように語っている。
「私にとって、ナショナリズムの例は、徳川幕府時代の日本のように価値観を維持することではなく、明治維新期に日本が中世の孤立の後に西洋を追いかけ、そして後に彼（西洋）を追い抜いたことです。そして今、日本は世界で最も強力な5つのプレーヤーの1つです。私たちは、他国との効率と優位性をめぐる競争の面で（日本に）私たちのナショナリズムを見ています。」

## 栄典
- 勇敢勲章（3等） - 2014年8月2日[19]
- ウクライナ独立25周年記念メダル（ウクライナ語版） - 2016年8月19日[20]
- マリウポリ名誉市民 - 2014年12月30日[21]